# Cmentarz żydowski we Fromborku
Cmentarz żydowski we Fromborku – kirkut we Fromborku, który został założony w 1818 roku przez żydowskich mieszkańców miasta. Nekropolia mieściła się w południowo-zachodniej części miasta, przy rozwidleniu dróg do Pasłęka i Biedkowa. Później w jego sąsiedztwie założono cmentarz kanoników Kapituły warmińskiej oraz wzniesiono Szpital Psychiatryczny.
Do dziś nie zachował się żaden materialny ślad po cmentarzu.